# Johann Salomon Wahl

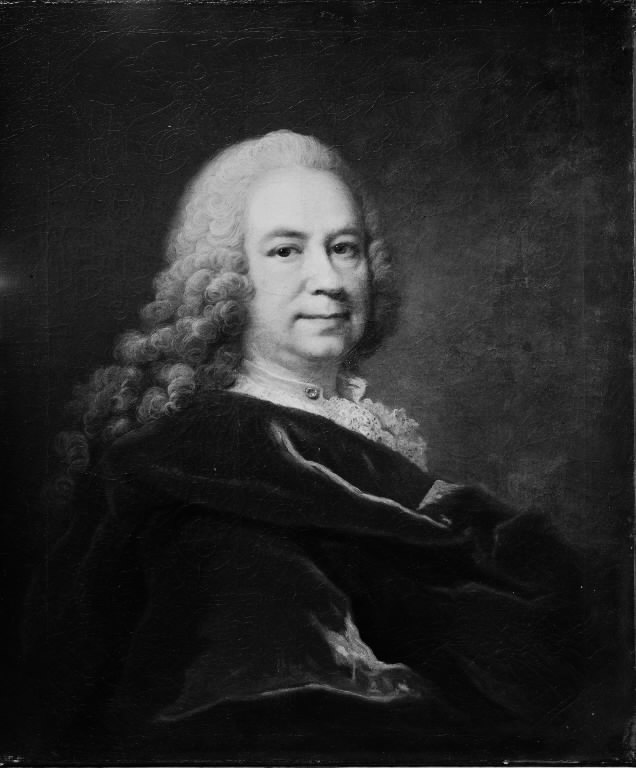
Johann Salomon Wahl, Selbstporträt 1755.

Johann Salomon Wahl (* 1689 in Chemnitz; † 5. Dezember 1765 in Kopenhagen) war Hofmaler Christians VI. von Dänemark. Er porträtierte die königliche Familie in Hunderten von Bildern.

## Leben und Wirken
Wahl erfuhr seine Ausbildung als Maler in den Jahren 1705 bis 1711 bei David Hoyer in Leipzig. Um 1719 ließ er sich in Hamburg nieder, wo er als Porträtmaler den holsteinischen und dänischen Adel zu seinen Kunden zählte. Ab 1722 arbeitete er von Hamburg aus auch für die dänische Königsfamilie. 1727 wurde Wahl zum Hofporträtmaler ernannt.
Als Christian VI. 1730 König wurde, ließ Wahl sich in Kopenhagen nieder. 1737 übernahm er die Verwaltung der königlichen Kunstkammer. Für seine umfangreiche Porträtproduktion unterhielt er eine große Werkstatt in Kopenhagen.
Ein Schüler war Nicolaus Georg Geve.

## Quelle
- Altonaer Museum: Des Königs Schule spricht Latein. 250 Jahre Christianeum 1738–1988. Ausstellungskatalog, Hamburg 1988. Kat. Nr. 19; S. 132f.